# Lech Jęczmyk
Lech Jęczmyk (ur. 10 stycznia 1936 w Bydgoszczy, zm. 17 lipca 2023) – polski tłumacz, eseista, publicysta i redaktor, znawca literatury science fiction. Publikował m.in. w „Fantastyce” i „Frondzie”. Tłumaczył m.in. książki Thomasa Bergera, Philipa K. Dicka, Josepha Hellera, Kurta Vonneguta, JG Ballarda.

## Życiorys
Absolwent rusycystyki na  Uniwersytecie Warszawskim (1959). W latach 1959–1963 pracownik biblioteki Polskiego Instytutu Spraw Międzynarodowych. W latach 1963–1978 kierownik redakcji w Wydawnictwie „Iskry”, gdzie przygotował m.in. 6 tomów antologii Kroki w nieznane. W latach 1978–1984 kierownik działu literatury anglojęzycznej w Spółdzielni Wydawniczej „Czytelnik”, gdzie prowadził serię literatury science fiction „Z kosmonautą”. W latach 1990–1992 pełnił funkcję redaktora naczelnego czasopisma „Fantastyka”, w 1992 kierownik działu publicystyki TVP1, a w latach 1992–1993 zastępca redaktora naczelnego tygodnika „Spotkania”. W latach 2000–2003 nauczyciel w Zespole Szkół Ogólnokształcących im. gen. S. Maczka w Warszawie. Od 2003 był na emeryturze.

### Działalność społeczna i polityczna
W latach 1950–1955 przewodniczący szkolnego koła Związku Młodzieży Polskiej. Do 1983 członek Związku Literatów Polskich. W latach 1981–1984 działacz „Solidarności” Międzywydawniczej. W latach 1982–1984 autor, redaktor i kolporter podziemnych czasopism „BMW”, „Wyzwolenie”, „Vacat” i „Sprawa”. W latach 1981–1989 działał w Duszpasterstwie Środowisk Twórczych, a w 1982–1984 w Ruchu Politycznym Wyzwolenie. W latach 1985–1992 członek zarządu Polskiej Partii Niepodległościowej.
W wyborach parlamentarnych w 1991 bez powodzenia kandydował do Sejmu z ramienia Polskiej Partii Niepodległościowej, w 1993 ubiegał się o mandat poselski z 1. miejsca kaliskiej listy Koalicji dla Rzeczypospolitej (będąc związanym z Ruchem dla Rzeczypospolitej), a w wyborach w 2001 kandydował z listy Alternatywy Ruchu Społecznego. W wyborach samorządowych w 1998 bezskutecznie ubiegał się o mandat radnego sejmiku mazowieckiego z listy koalicji Ruch Patriotyczny Ojczyzna. W 2002 był kandydatem na prezydenta Warszawy z ramienia komitetu Nasz Samorząd, zajmując ostatnie, 14. miejsce. W 2016 zasiadł w radzie krajowej partii Jedność Narodu, wyrejestrowanej w 2017.
Współpracował z Radiem Wnet.
W 2013 opublikował wspomnienia, „Światło i dźwięk. Moje życie na różnych planetach”.
Miał 1 dan w judo. Do 1969 członek reprezentacji Polski. Trenował w klubie AZS Warszawa, największy sukces sportowy odniósł w 1967, zdobywając brązowy medal mistrzostw Polski seniorów w kategorii open. W pierwszej połowie lat 80. XX w. był ochroniarzem księdza Jerzego Popiełuszki
Był pierwowzorem postaci Paula Barleya w komiksie Funky Koval autorstwa Macieja Parowskiego, Jacka Rodka (scenariusz) i Bogusława Polcha (rysunki).

## Publikacje

### Zbiór esejów
- 2006 – Trzy końce historii czyli Nowe Średniowiecze
- 2011 – Dlaczego toniemy, czyli jeszcze nowsze Średniowiecze (Zysk i S-ka).
- 2013 – Nowe Średniowiecze. Felietony zebrane (Zysk i S-ka) ; Numer ISBN 978-83-7785-067-1
- 2013 – Światło i dźwięk. Moje życie na różnych planetach (Zysk i S-ka) ; Numer ISBN 978-83-7785-171-5

### Antologie
- Kroki w nieznane 1 (1970)
- Kroki w nieznane 2 (1971)
- Kroki w nieznane 3 (1972)
- Kroki w nieznane 4 (1973)
- Kroki w nieznane 5 (1974)
- Kroki w nieznane 6 (1976)
- Kroki w nieznane. Almanach fantastyki 2005 (2005)
- Rakietowe szlaki. Antologia klasycznej SF  (Solaris)
  - tom 1 (2011)
  - tom 2 (2011)
  - tom 3 (2011)
  - tom 4 (2012)
  - tom 5 (2012)
  - tom 6 (2012)
  - tom 7 (2012)

### Tłumaczenia
- Brian W. Aldiss, Kto zastąpi człowieka (1985)
- Max Barry, Korporacja (2007)
- J.G. Ballard, Imperium słońca (1990)
- J.G. Ballard, Wyspa (1982)
- Thomas Berger, Mały Wielki Człowiek
- Thomas Berger, Powrót Małego Wielkiego Człowieka (2001)
- Kenneth Brower, Kosmolot i czółno (1983)
- H. Jackson Brown, Mały poradnik życia (1993)
- Arthur C. Clarke, Kowboje oceanu (1972)
- Philip K. Dick, Człowiek z Wysokiego Zamku (1981)
- Philip K. Dick, Valis (1994)
- Philip K. Dick, Boża inwazja (1996)
- Philip K. Dick, Transmigracja Timothy’ego Archera (1999)
- Ursula K. Le Guin, Świat Rocannona
- Ursula K. Le Guin, Lewa ręka ciemności
- Joseph Heller, Paragraf 22
- Kazuo Ishiguro, Nokturny (2010)
- John Morressy, Kedrigern pokazuje, co potrafi (1997)
- Farley Mowat, Ginące plemię (razem z Kazimierzem Dziewanowskim w serii Naokoło świata, 1972)
- Chuck Palahniuk, Podziemny krąg (2006)
- Chuck Palahniuk, Rozbitek (2006)
- Chuck Palahniuk, Dziennik (2008)
- Chuck Palahniuk, Niewidzialne potwory (2010)
- Kurt Vonnegut, Kocia kołyska
- Kurt Vonnegut, Rzeźnia numer pięć
- Kurt Vonnegut, Niech Bóg pana błogosławi, panie Rosewater
- Kurt Vonnegut, Śniadanie mistrzów
- Kurt Vonnegut, Matka noc

## Odznaczenia i nagrody
- Srebrny Medal „Zasłużony Kulturze Gloria Artis” (2007)[10][11]
- Odznaka „Zasłużony Działacz Kultury” (1999)
- Nagroda literacka ZAiKS-u dla tłumaczy (1977)[12]